# Louis Dutens

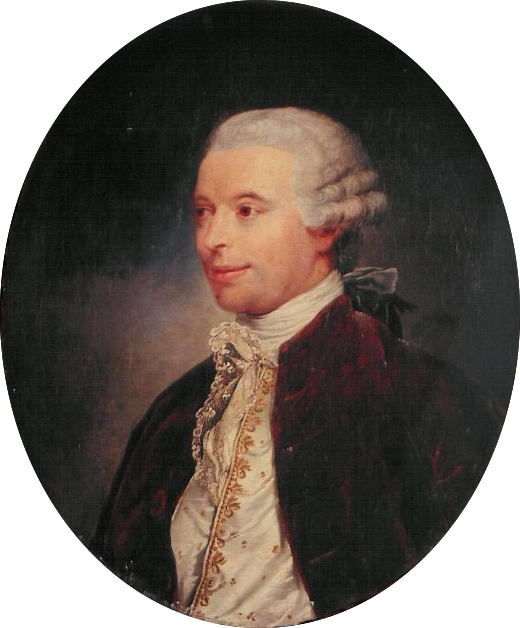
Louis Dutens

Louis Dutens (* 15. Januar 1730 in Tours; † 23. Mai 1812 in London) war ein französischer Schriftsteller.

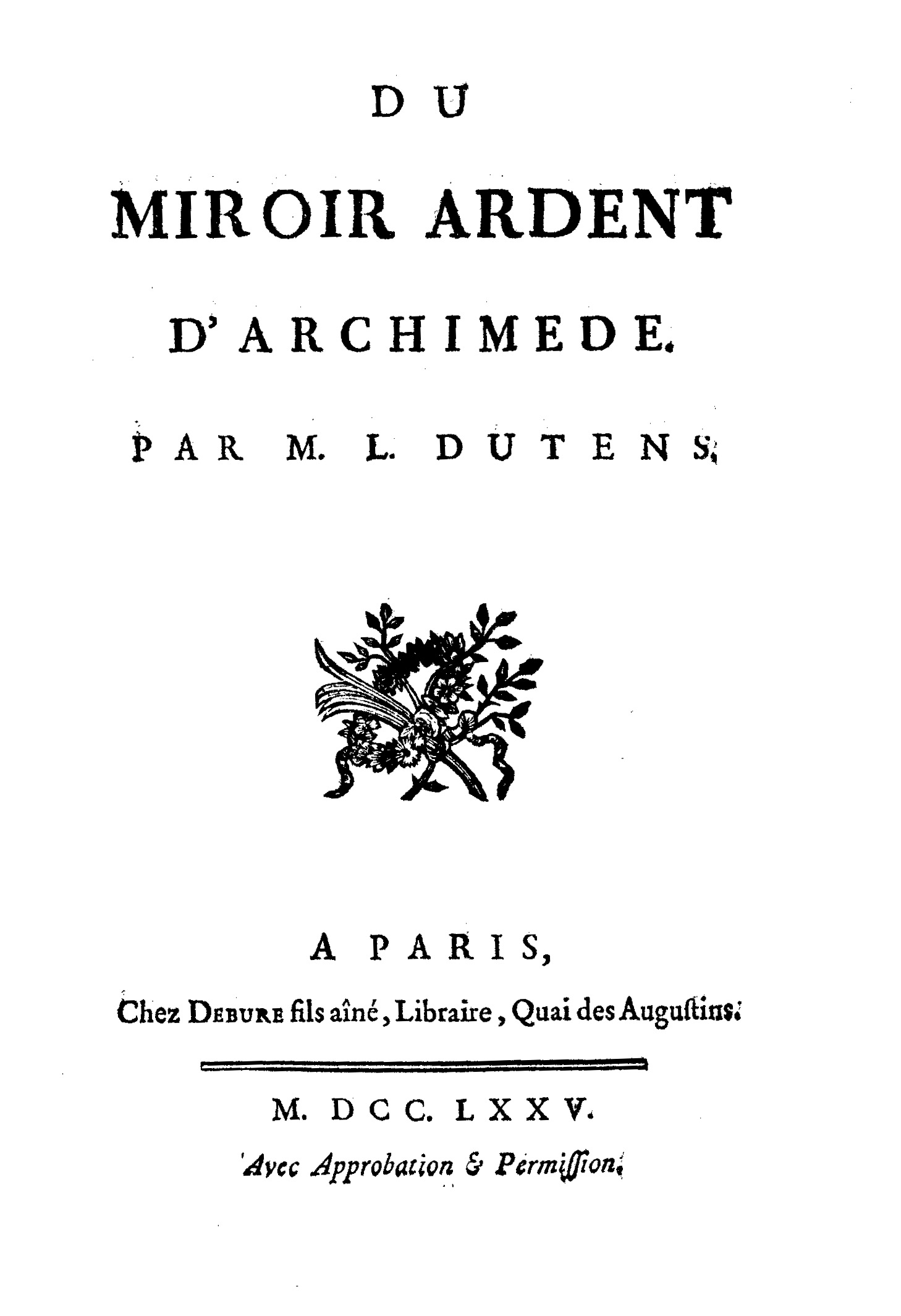
Du miroir ardent d’Archimede, 1775

## Leben
Dutens war eins von sieben Kindern protestantischer Eltern. Bereits in jungen Jahren verfasste er kleinere Schriften so unter anderem das Trauerspiel über die Rückkehr des Odysseus nach Ithaka französisch Le retour d’Ulysse à Ithaque. Er wurde von einem Abbé unterrichtet, der eine große Bibliothek besaß, in der er nach Herzenslust stöbern durfte. Über Paris kam er nach England zu seinem Onkel, der dort als Juwelier arbeitete. Er war zunächst als Hofmeister, Hauslehrer und später in diplomatischen Diensten tätig. Er wurde im Oktober 1758 und Kaplan und begleitete als Sekretär dreimal einen britischen Gesandten nach Turin, darunter auch Lord James Stuart Mackenzie. Dutens begleitete im Jahr 1774 Lord Algernon Percy (1750–1830), den Sohn von Hugh Percy, Duke of Northumberland, auf seinen Reisen durch Deutschland, Frankreich, Holland und Italien, ehe er 1776 nach England zurückkehrte. 1812 wurde er zum Historiographen des Königs von England ernannt und war seit 1775 Mitglied der Akademie der Inschriften in Paris und der Royal Society in London. Dutens beschäftigte sich intensiv mit dem Schaffen von Gottfried Wilhelm Leibniz und erstellte die erste nahezu vollständige Ausgabe seiner Werke. Er verfasste zudem numismatische Schriften, einige Gedichte und zwei Bände mit Memoiren, die seine eigne Lebensgeschichte enthalten. Zu den Antiken Helden der Geschichte legte er Stammtafeln an. Er hatte zudem den Catalogue des Medailles qu’on trouve dans le voyage de Swinburne erstellt und kaufte Münzsammlungen an.
Der Bauingenieur und Nationalökonom Joseph-Michel Dutens (1765–1848) war sein Neffe.

## Werke (Auswahl)
- G. G. Leibnitii, Opera omnia nunc primum collecta, in classes distributa, præfationibus et indicibus exhornata, studio Ludovici Dutens. Genf 1768 (6 Bände, archive.org, archive.org, archive.org, archive.org, archive.org, archive.org).
- Recherches sur l’origine des découvertes attribuées aux modernes. 1766–1812 (2 Bände).
- Histoire de ce qui s’est passé pour le rétablissement d’une régence en Angleterre. 1789.
- Table généalogique des héros de romans.
- Poesies. London 1777 (archive.org).
- Itinéraire aux principales villes de l’Europe. 1775 (6. Auflage, 1793, archive.org).
- Abhandlung von den Edelsteinen vom ersten und zweyten Rang und von den Mitteln sie zu kennen und zu schätzen. Schwarzkopf, Nürnberg 1779 (digitale-sammlungen.de, Originaltitel: Des pierres précieuses : et des pierres fines, avec les moyens de les connoître et de les évaluer. Paul Elsmly, London 1777).
- Consideration theologique – sur les moyens de reunir toutes les églises chretiennes. London 1798 (archive.org).
- Mémoires d’un voyageur qui se repose. 1806 (3 Bände, auf Deutsch Dutens Lebensbeschreibung oder Memoiren eines Gereiseten, der ausruht. Aus dem Französischen übersetzt von Johann Friedrich von Meyer in 2 Bänden erschienen, Band 1, Amsterdam 1817, books.google.de).